# Пік Енгельса
Пік Енгельса (тадж. Қуллаи Энгельс) — гірська вершина на Шахдаринському хребті, на південному заході Паміру в Таджикистані.
Пік Енгельса складний переважно гнейсами та кристалічними сланцями. Висота вершини сягає 6510 м. У районі піку, на північних та південних схилах гребеня Шахдаринського хребта є льодовики. Біля північної основи піку розташований льодовик Наспар, у південного — Киштиджароб. Вершина була вперше підкорена в 1954.
Початкова назва піку — пік Імператриці Марії. Вона була дана наприкінці XIX століття одним із перших російських дослідників південної частини Паміру на честь дружини імператора Олександра III Марії Федорівни. У радянські часи пік був перейменований на честь теоретика комунізму Фрідріха Енгельса.